# Severstal

Altes Logo

Severstal (russisch Северста́ль, zu deutsch Nordstahl) ist ein russisches Metallurgieunternehmen mit Firmensitz in Tscherepowez. Das Unternehmen ist im RTS Index und an der Börse in London gelistet. Severstal war einmal der zweitgrößte Stahlerzeuger Russlands und Nr. 15 der Welt und war im Jahre 2020 mit einer Jahresproduktion von 11,31 Mio. t Stahl der viertgrößte russische Stahlhersteller, weltweit auf Rang 40.
Severstal entstand aus dem 1955 gegründeten Tscherepowezer Eisen- und Stahlwerk. Während der Privatisierung russischer Staatsbetriebe erwarb 1993 Alexei Mordaschow, der damalige Finanzdirektor des Betriebs, einen Großteil der Unternehmensanteile.

## Unternehmensbereiche
- Severstal International
  - Lucchini Stahl (2. größter Stahlhersteller Italiens, 15 Werke in Italien und Frankreich)
  - Severstal Nordamerika wurde 2014 von Steel Dynamics übernommen (https://na.severstal.com/index.html)

- Severstal Resources
  - Eisenerz
    - Karelski Okatysch
      - 4 Minen in Kostomukscha (Republik Karelien)

    - Olkon
      - Mine in Olenegorsk (Region Murmansk)

  - Gold
    - Aprelkowo-Mine (Region Tschita)
    - Celtic Resources Holdings (Kasachstan)
    - Nerjungri Metallic (Republik Sacha)
    - Sewernaja Solotorudnaja Kompanija (Region Irkutsk)

  - Kohle
    - WorkutaUgol (Russlands größter Kohleproduzent)
      - in Workuta nördlich des Polarkreises
      - 5 Minen (Workutinskaja, Sewernaja, Sapoljarnaja, Komsomolskaja, Worgaschorskaja in Worgaschor)

    - PBS Coals
      - Kapazität 4 Millionen Tonnen pro Jahr
      - Northern Appalachian Coal Fields
      - 6 Bergwerke und 6 Tagebaue

  - Wiederaufbereitung von Metall
    - ArchWtormet in Archangelsk
    - Wtortschermet SPb-Rostow in Rostow am Don
    - Wtortschermet und Rospromresursy in St. Petersburg
    - Wtortschermet SPb in Tula

- Severstal Russian Steel
  - Ischora-Röhrenwerk in Kolpino
    - Kapazität 600.000 t pro Jahr

  - Metallwaren (1,5 Millionen Tonnen pro Jahr Draht und Drahtprodukte)
    - Carrington Wire (Großbritannien)
    - Dneprometiz (Ukraine)
    - Severstal-Metiz in Tscherepovets
    - Werk in Orjol
    - Werk in Wolgograd
    - 4 weitere Tochtergesellschaften (Steellace, UniFence, UniSpring, Orelcor)

  - Stahlwerk Sewergal in Tscherepowez
    - Kapazität 13 Millionen Tonnen pro Jahr

## Zukäufe im Jahr 2008
- African Iron Ore Group: 37 Millionen $ für 61,5 % (Eisenerzprojekt in Liberia)[1]
- Celtic Resources Holdings (Gold in Kasachstan): 308 Millionen $
- Esmark Inc.: 775 Millionen $
- PBS Coal Corp. (USA): 698 Millionen $
- Sparrows Point Stahlwerk in Baltimore (Maryland, USA): 810 Millionen $
- WCI Steel in Warren (Ohio): 140 Millionen $
- High River Gold Mines (Gold in Russland und Burkina Faso): 50 Millionen $

## Patenschaft zum U-Kreuzer Sewerstal
Seit dem Jahr 2000 trägt der schwere U-Kreuzer TK-20 Sewerstal der Akula-Klasse den Namen des Konzerns, nachdem Severstal mit dem russischen Verteidigungsministerium einen Vertrag abgeschlossen hatte, der die Übernahme der Patenschaft für das U-Boot beinhaltete.